# Ложные кобры Гюнтера
Псевдонайи, или ложные кобры Гюнтера, или коричневые змеи (лат. Pseudonaja) — род ядовитых змей из семейства аспидовых, родиной которых является Австралия. Все виды, входящие в этот род, считаются одними из наиболее ядовитых змей континента: укус даже самой молодой особи может быть смертелен для человека.
Восточная коричневая змея (Pseudonaja textilis) — самый ядовитый представитель рода. Некоторыми исследователями она считается второй по опасности сухопутной змеёй после тайпана Маккоя, также водящегося в Австралии. Западная коричневая змея занимает десятое место среди наиболее ядовитых змей мира.

## Классификация
Род насчитывает 9 видов:
- Pseudonaja affinis — родственная псевдонайя
- Pseudonaja aspidorhyncha
- Pseudonaja guttata — пятнистая ложная кобра
- Pseudonaja inframacula
- Pseudonaja ingrami
- Pseudonaja mengdeni
- Pseudonaja modesta — смирная ложная кобра
- Pseudonaja nuchalis
- Pseudonaja textilis — сетчатая коричневая змея

## Яд коричневых змей и его действие
Коричневая змея легко переходит в возбуждённое состояние и может укусить, если приблизиться к ней слишком близко или напугать. Отравление ядом этих змей зачастую сопровождается резким упадком сил, наступающим вскоре после укуса. Действие яда проявляется прежде всего в нарушении свёртываемости крови, иногда повреждаются почки.
Другие признаки отравления включают в себя боль в животе, затруднённое дыхание и глотание, конвульсии, гемолиз, гипотонию, возникающую вследствие подавления сокращений миокарда, отказ почек. При этом, отравление ядом коричневых змей не сопровождается рабдомиолизом.
Коричневые змеи также представляют угрозу для домашних животных и скота.
Ядовитые зубы у змей этого рода очень короткие и среднее количество впрыскиваемого яда относительно невелико — для Pseudonaja textilis, P. nuchalis и P. affinis оно составляет от 4 до 6,5 мг в сухом виде. Именно поэтому большинство укусов, совершённых этими змеями, зачастую не влекут за собой серьёзных медицинских последствий, а вид Pseudonaja modesta, несмотря на всю токсичность яда, может даже считаться безопасным. Тем не менее, укусы более крупных видов, особенно P. textilis и P. nuchalis могут привести к серьёзному токсикозу и летальному исходу.